# Vincenzo Volpe (pittore)
Vincenzo Volpe (Grottaminarda, 14 dicembre 1855 – Napoli, 9 febbraio 1929) è stato un pittore italiano.

## Biografia
Nato il 14 dicembre 1855 a Grottaminarda, nell'allora provincia di Principato Ultra, in via Sant'Angelo, il padre era un decoratore e ritrattista.
Vincenzo Volpe si trasferì a Napoli con la famiglia nel 1863, ove frequentò le scuole elementari, ginnasiali e liceali, ma non superò la maturità.
Dal 1867 ebbe come primo maestro nel disegno il fratellasto maggiore Angelo Volpe.
Il 27 maggio dello stesso anno si iscrisse all'Istituto di Belle Arti (Accademia di belle arti di Napoli), dove in meno di due anni percorse le cinque classi del disegno, qui fu allievo di Domenico Morelli - uno dei più importanti artisti napoletani del XIX secolo. La sua vasta produzione viene divisa in tre importanti fasi, dal 1874 al 1890 si dedicò alla pittura di genere e ai quadri di monacelle; dal 1891 al 1896 dipinse arte sacra mentre il periodo che va dal 1897 al 1929 è segnato da nuove esperienze nella pittura di genere, dall'arte sacra e dalla lunga serie di ritratti.
La sua pittura si fece notare nel 1877 con ritratti e paesaggi, durante la contrapposizione fra la nuova scuola verista (Palizzi e Morelli), alla quale Vincenzo Volpe aderì, seppur esprimendo nei dipinti il suo mondo interiore e il convenzionalismo accademico.
Nel 1880 alcune sue opere esposte a Torino e nel 1881 alla mostra Nazionale di Milano e riscossero notevoli consensi.
Nel 1888 con Edoardo Dalbono fu tra i fondatori della Società Napoletana degli artisti.
Tra il 1891 e il 1896, quando si dedicò all'arte sacra, espresse la sua massima produzione negli affreschi di Montevergine, voluti dall'abate Corvaia per restaurare la cappella della duecentesca Madonna bizantina e tuttora conservati. Per questa opera in un primo momento lavorò insieme con il fratello Angiolo e poi, dopo la morte di quest'ultimo, continuò in solitudine fino al 1896.
Con altri pittori fu invitato a decorare la Birreria Gambrinus di Napoli nel 1890 con il dipinto Il venditore di cocomeri.
Nel 1900 re Umberto I lo volle a Palazzo Reale, dove gli diede uno studio. Lo stesso monarca volle essere ritratto da Volpe.
Fu membro del Consiglio Superiore di Antichità e Beni Ambientali, partecipò con le sue opere a manifestazioni d'arte in Italia e all'estero.
Nel 1902 vinse il concorso per docente di pittura all'Istituto di Belle Arti, prendendo il posto del suo maestro Domenico Morelli deceduto l'anno precedente e che tenne fino a pochi giorni prima di morire.
Fu nominato presidente dell'Istituto di Belle Arti del 1918 al 1925, sotto la sua presidenza fu attuata la Riforma Gentile, trasformando l'Istituto in Accademia di Belle Arti.
Ebbe numerosissimi allievi, fra cui Roberto Carignani.
Morì a Napoli il 9 febbraio 1929.
Grottaminarda, la sua cittadina natale, ricorda Vincenzo Volpe con un busto di bronzo, posto all'ingresso del municipio, a lui sono dedicati l'Istituto tecnico commerciale e la strada dove è nato nel paese natale, oltre a una strada del capoluogo di provincia Avellino.
Suo figlio Gabriele, noto come Geppino Volpe, è stato a sua volta pittore.
Oltre a Geppino, Volpe ebbe altri quattro figli: Titina, Gioconda, Tommasino (giornalista del Mattino) e Mario Volpe (attore, regista e pittore)

## Critica
Fu certamente un pittore che non si limitava alla mera rappresentazione di quanto dipingeva, ma tentava di "narrare l'attimo", quasi a voler disvelare l'azione.
Nella sua carriera artistica, il pittore dai natali irpini, ha alternato gli impegni didattici all'attività creativa, realizzando opere principalmente veriste di genere narrativo ed aneddotico. Fu certamente un sensibile interprete dell'ambiente artistico partenopeo del suo tempo, a cavallo fra l'Ottocento e il Novecento.
Vincenzo Volpe aderì alla cosiddetta "Nuova scuola verista -naturalista" di Domenico Morelli e di Filippo Palizzi, seguendo abbastanza fedelmente gli insegnamenti di Domenico Morelli, di cui fu allievo e successore esemplare all'Istituto di Belle Arti, rimase essenzialmente fedele al maestro , pur arricchendo la sua arte con un'impronta personale, che lo ha contraddistinto nella sua produzione artistica.
Fu principalmente un pittore di figure, di paesaggi e di composizioni di scene di genere, esprimendo una particolare caratteristica personale nella sua arte.
Il merito del pittore irpino fu quello di aver portato un rinnovamento nell'arte pittorica napoletana, grazie alla schiettezza e alla semplicità del suo linguaggio artistico, che era dotato di un'immediatezza comunicativa caratterizzante.
Aveva uno spirito di osservazione alquanto sviluppato, era una persona calma e modesta che instancabilmente lavorava con passione.
Da Domenico Morelli e da Gioacchino Toma comprese il profondo sentimento poetico, e vi si accostò spontaneamente riprendendo in parte i cromatismi e i rapporti tonali, realizzando così una personale atmosfera nella composizione.
Secondo l'allievo Carlo Siviero, la qualità dominante della pittura del Volpe era la fluida semplicità dell'abbozzo in cui i tocchi sottili di colore diluiti con acqua ragia erano stesi sulla tela con l'intelligenza sottile dei valori del vero.
La sua opera non ha affatto l'accento drammatico di Migliaro, non provoca come la pittura di Esposito, non rivela i caratteri analitici di Caprile.
Senza mai forzare la mano al suo talento nativo, la produzione di Volpe forte di certi magistrali accordi di grigio e delle sottili stesure di colori tenui, è ricca del dono della sincerità ed è tutta riconducibile ad una pittura equilibrata, pacata e vagamente malinconica.

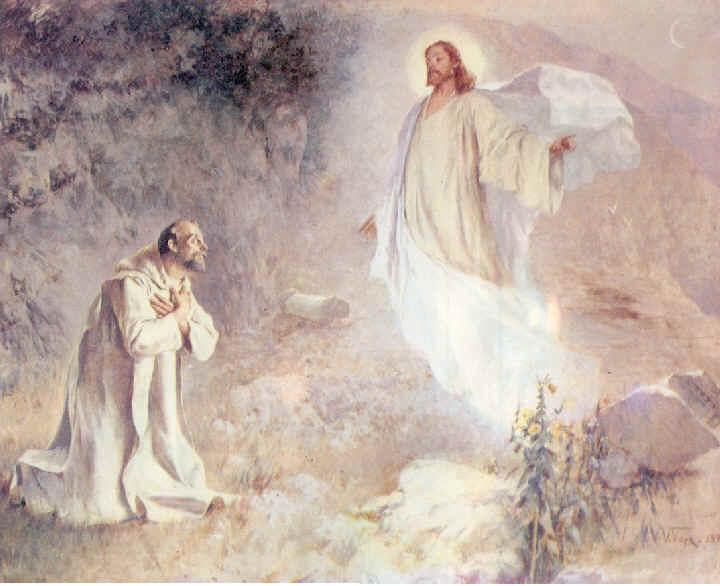
Apparizione del Salvatore a San Guglielmo (1894)

## Opere
- Le monache nel Giovedì Santo (1880)
- Il ritratto della padrona (1880)
- Tu es refugium (1881)
- Canzone allegra (1883)
- Restaurando putti di gesso (1885)
- La moglie dell'artista (1885)
- Interruzione piacevole (1887)
- Angelo orante e angelo implorante (1892), Santuario di Montevergine
- Albero solitario (1897)
- Apparizione del Salvatore a San Guglielmo (1894), Santuario di Montevergine
- Olimpia (1896)
- Via Crucis (1901) - Santuario di Montevergine
- Natività (1906) - Santuario di Montevergine
- Millia millium angelorum serviunt tibi o Maria (1907), Chiesa madre di Pietradefusi

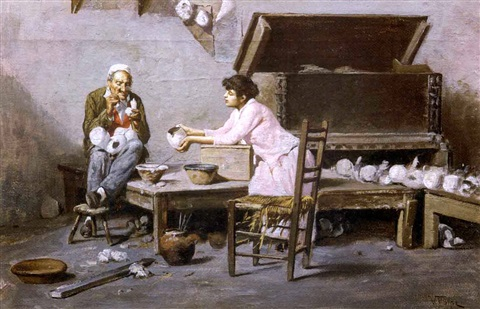
Putti di gesso, coll. pr., 20x40 cm

- Nannina (1909)
- Pellegrini a Montevergine (1912)
- Dall'antiquario (1919)
- San Guglielmo (1927)
- Ritratto di fanciulla
- Vecchio in un'osteria

### Opere nei musei
- Galleria d'arte moderna Ricci Oddi di Piacenzaː il dipinto Colazione a terra.
- Galleria dell'Accademia di belle arti di Napoliː Nudo, Primi palpiti (1872), Cristo resuscita Lazzaro (1879), Catechismo o La preghiera della sera (1884).[13]
- Museo d'arte di Avellinoː li dipinto: Albero solitario (1897); ed i disegni e i pastelli: Ricordo del quadro "Tu es refugium" (1890), Mezza figura di donna (1900).
- Pinacoteca De Nittis di Barletta l'opera: Idillio d'amore.
- Pinacoteca metropolitana di Bari con l'opera : Ritratto di giovinetta.
- Pinacoteca provinciale irpina di Avellinoː le opere Vita patriarcale di un prete, Studio del pittore, Scena familiare (1874).

### Altre opere
- Collezione d'arte dell'Archivio dei pittori irpini del Diciannovesimo secolo di Avellino: con il dipinto Donna con chitarra (1899), il disegno Sossio alla chitarra (1897), e l'incisione I miei modelli (realizzata con Celestino Turletti) (1879).
- Raccolte Grafiche e Fotografiche del Castello Sforzesco di Milanoː l'opera incisoria I miei modelli (realizzata con Celestino Turletti) (1879).

### Monografie
- Stefano Orga, Vincenzo Volpe tra Ottocento e Novecento, Napoli, Omicron, 2019, SBN NAP0843060.
- Tonino Capaldo, Vincenzo Volpe nella pittura del suo tempo. I Volpe. Una famiglia di artisti, Grottaminarda, 1982.
- Anselmo Tranfaglia, Vincenzo Volpe e la sua Arte Sacra a Montevergine, Avellino, Pergola, 1928, SBN CUB0642101.

### Citazioni e voci
- Anna Caputi, Raffaello Causa, Raffaele Mormone (a cura di), La Galleria dell'Accademia di Belle Arti in Napoli, Napoli, Banco di Napoli, 1971, SBN NAP0178087.
- Alfredo Schettini, La pittura napoletana dell'800, Napoli, 1967.
- Mattia Limoncelli, Commemorazione di V. Volpe, A. D’Orsi e V. Gemito, Napoli, 1929.
- Antonio Palomba e Michele D'Ambrosio, Vite di Grottesi. Viaggio a ritroso di mille anni dentro la storia di Grottaminarda, Flumeri, Grafiche Lucarelli, 2002,  pp. 96-104, fig. 4-10.
- Galleria dell'Esame, Mostra di Vincenzo Volpe, 1942
- Carlo Siviero, Questa era Napoli, Napoli, Morano editore, 1950.